# Centre històric de les Borges del Camp
El Centre històric de les Borges del Camp és el nucli de població del municipi de les Borges del Camp (Baix Camp) protegit com a bé cultural d'interès local.

## Descripció
Les Borges del Camp és un municipi situat al peu dels darrers contraforts de la serra de la Mussara. El nucli actual està format per carrers desiguals i costers, sobretot cap a la plaça, anomenada "el Replà", on hi ha l'església parroquial de Santa Maria Assumpta, de façana neoclàssica i de tres naus, bastida entre el 1777 i el 1786 damunt de l'antiga. Les cases són entre mitgeres, la majoria de planta baixa i dos pisos.

## Història
El primitiu nucli de població, començà a l'entorn de la parròquia de Sant Bartomeu, vinculada al senyoriu de Ganagot. La vila té el seu origen en la repoblació del Camp el segle xii. El 1243 l'arquebisbe de Tarragona, Pere d'Albalat, comprà el terme a l'abadessa de Bonrepòs, i des d'aleshores la senyoria va pertànyer a la Mitra. Formà part del terme general o baronia d'Alforja i de la Comuna del Camp. L'etimologia del topònim, d'origen àrab segons Coromines, fa relació a una construcció o torre al punt enlairat d'un petit turonet, en el sentit de talaia.